# Спомен-комплекс Бубања
Спомен-комплекс Бубања се налази у атару села Глушци, у Мачви и на територији општине Богатић, којим се обележава место важним за организовање НОБ-а у Мачви, на почетку Другог светског рата.

Место је обележено пирамидом од грубо клесаног камена са постаментом, на који је постављена спомен-плочом са натписом:
На овом месту 29. јуна 1941. г одржана је окружна конференција КПЈ за округ шабачки на којој је донета одлука о дизању оружаног устанка. 15. јула 1941. г формиран је Мачвански народно ослободилачки партизански одред